# Édifice Touring
Le Touring Building, également connu sous le nom de Touring Club do Brasil Maritime Passenger Terminal, est un bâtiment situé dans le quartier Centro, dans le centre de Rio de Janeiro. Il est situé en face de la Praça Mauá et à proximité de l'arrêt du tramway Carioca VLT. Il est actuellement géré par la société Pier Mauá. À partir de 2020, il abritera le marché de Porto Carioca.
Le bâtiment a ouvert ses portes en 1926. De style art déco, le bâtiment a été conçu par l'architecte français Joseph Gire. Pendant de nombreuses années, le lieu a servi de siège au Touring Club do Brasil, qui donne actuellement son nom au bâtiment.

## Marché de Porto Carioca
En 2020, il est prévu d'ouvrir un marché municipal dans les locaux du Touring Building. Baptisé Mercado do Porto Carioca, le futur centre gastronomique s'inspirera du Mercado da Ribeira, situé à Lisbonne. L'investissement est budgétisé à environ 45 millions de reais et sera réalisé par le groupe BestFork Experience. L'estimation est qu'environ 100 000 personnes circulent par mois sur le marché, dont l'accent sera mis sur le public carioca. Le marché de Porto Carioca a été conçu par l'architecte Miguel Pinto Guimarães.
Le marché de Porto Carioca occupera une superficie de 6 000 mètres carrés, aura une capacité de 5 000 personnes et sera occupé par 20 restaurants de différents segments gastronomiques. Le lieu disposera également de deux espaces dédiés aux bières artisanales, de deux bars axés sur la mixologie, de 20 maisons éphémères (avec des options pastel et tapioca, par exemple) et de 20 maisons mobiles (comme des chariots de pop-corn et de jus). En plus des espaces dédiés à la gastronomie, le marché disposera également d'espaces qui accueilleront des présentations culturelles, des événements, un salon de coiffure, un studio de tatouage et des cours de gastronomie.

## Source de traduction
- (pt) Cet article est partiellement ou en totalité issu de l’article de Wikipédia en portugais intitulé « Édificio Touring » (voir la liste des auteurs).